# Blanche Bruce

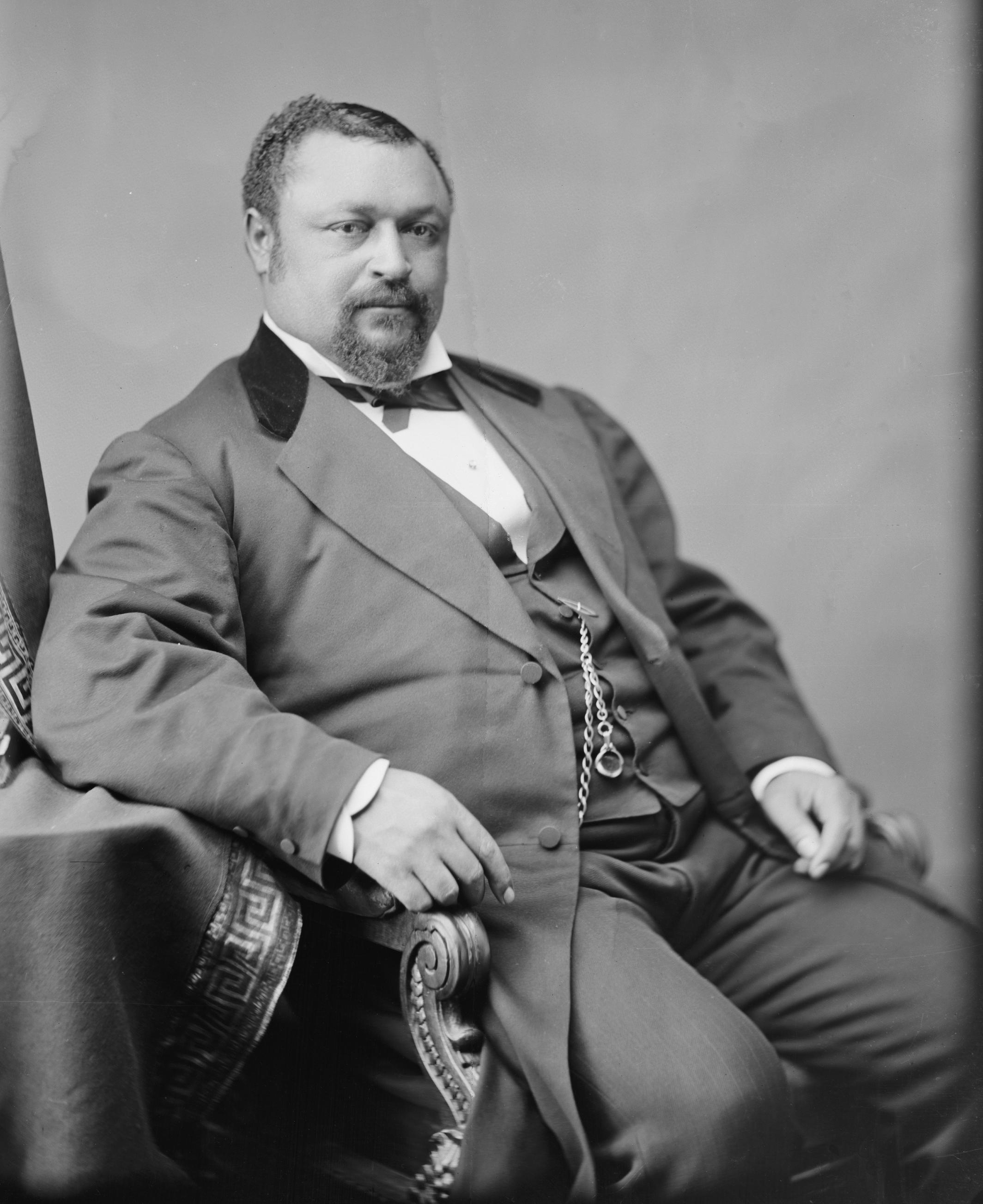
Blanche Bruce

Blanche Kelso Bruce (* 1. März 1841 bei Farmville, Prince Edward County, Virginia; † 17. März 1898 in Washington, D.C.) war ein US-amerikanischer Politiker der Republikanischen Partei. Als erster Afroamerikaner absolvierte er eine komplette Amtsperiode im US-Senat.
Bruce war der Sohn von Pettis Perkinson, einem weißen Plantagenbesitzer, und der schwarzen Sklavin Polly Bruce. Er wurde vergleichsweise gut von seinem Vater behandelt, der ihn zusammen mit seinem legitim geborenen Halbbruder unterrichtete. Durch den rechtlichen Status seiner Mutter war er zwar als Sklave geboren worden, doch sein Vater erklärte ihn für frei und besorgte ihm eine Ausbildungsstelle.
1860 begann Blance Bruce in Missouri eine Ausbildung zum Drucker. Als wenig später der Bürgerkrieg begann, versuchte er in die Unionsarmee aufgenommen zu werden, doch diese wies ihn ab. Stattdessen arbeitete er als Lehrer an einer Schule und besuchte ein College in Ohio. Später war er in der Dampfschifffahrt tätig, ehe er 1864 in Hannibal (Missouri) eine Schule für Afroamerikaner ins Leben rief.

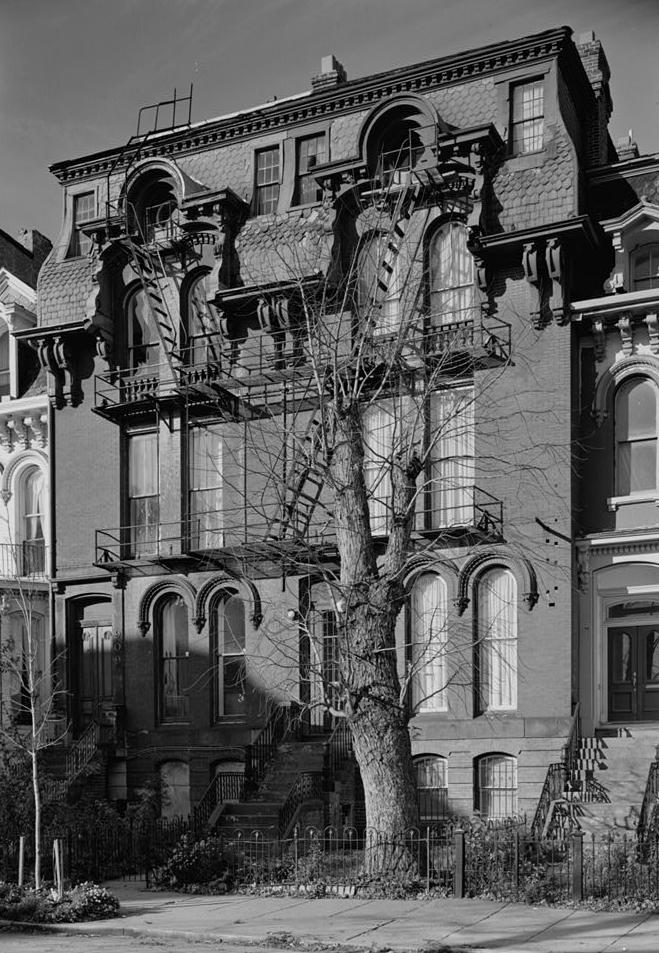
Blanche Bruces Haus in Washington

Während der Reconstruction-Ära wurde Bruce zu einem wohlhabenden Landbesitzer im Mississippi-Delta. Er wurde im Tallahatchie County in mehrere öffentliche Ämter berufen, ehe er die Wahl zum Sheriff des Bolivar County gewann. Auch in diesem Bezirk bekleidete er in der Folge noch weitere Ämter; unter anderem war er Ausbildungsbeauftragter (Supervisor of education). Überdies fungierte er als Chefredakteur einer örtlichen Zeitung.
1874 begann schließlich seine politische Laufbahn, als er von der Legislative des Staates Mississippi in den US-Senat gewählt wurde. Während der zweite Vertreter Mississippis, James L. Alcorn, ihn ignorierte, schloss Bruce Freundschaft mit anderen republikanischen Senatoren wie beispielsweise Roscoe Conkling aus dem Staat New York, nach dem er sein einziges Kind Roscoe Conkling Bruce benannte; auch zu Alcorns Nachfolger Lucius Lamar pflegte er ein gutes Verhältnis. Nach sechsjähriger Amtszeit in Washington wurde er vom Demokraten James Z. George abgelöst; die Demokratische Partei hatte in der Mississippi Legislature zwischenzeitlich die Mehrheit errungen, sodass eine Wiederwahl für Bruce nicht möglich war.
Bei der Republican National Convention in Chicago 1880 erhielt Blance Bruce acht Stimmen bei der Wahl zum Vizepräsidentschaftskandidaten. Damit war er der erste Afroamerikaner, der bei einem Nominierungsparteitag einer der beiden großen Parteien Stimmen auf sich vereinigen konnte.
1881 betraute ihn US-Präsident James A. Garfield mit der Position eines Register of the treasury, einem hochrangigen Amt im Finanzministerium. Damit war seine Unterschrift auf den während seiner bis Juni 1885 währenden Amtszeit gedruckten Dollarnoten zu sehen. Von 1891 bis 1893 war er Recorder of deeds im District of Columbia; dasselbe Amt hatte zuvor bereits Frederick Douglass innegehabt. 1893 wurde er zum zweiten Mal Register of the treasury, was er bis zu seinem Tod im Jahr 1898 blieb.